# Синиця плямиста
Синиця плямиста (Pardaliparus elegans) — вид горобцеподібних птахів родини синицевих (Paridae). Ендемік Філіппін. Раніше цей вид відносили до роду Синиця (Parus) або Мала синиця (Periparus), однак за результатами молекулярно-генетичного дослідження, опублікованого в 2013 році, він був переведений до відновленого роду Pardaliparus.

## Опис
Довжина птаха становить 11,5-12 см, вага 12-15 г. У самців верхня частина голови, горло і верхня частина грудей синювато-чорні, блискучі, потилиця чорна, поцяткована жовтими плямками, спина чорна, поцяткована білими плямками. Нижня частина спини жовтувато-сіра, стернові пера чорні з білими краями. Обличчя, нижня частина грудей і живіт чорні. Самиці мають менш яскраве забарвлення, горлу у них жовтувате, під дзьобом чорні "вуса". Очі темно-карі, дзьоб чорний, біля основи сірий, лапи сірі. Представники різних підвидів дещо різняться за забарвленням.

## Підвиди
Виділяють дев'ять підвидів:

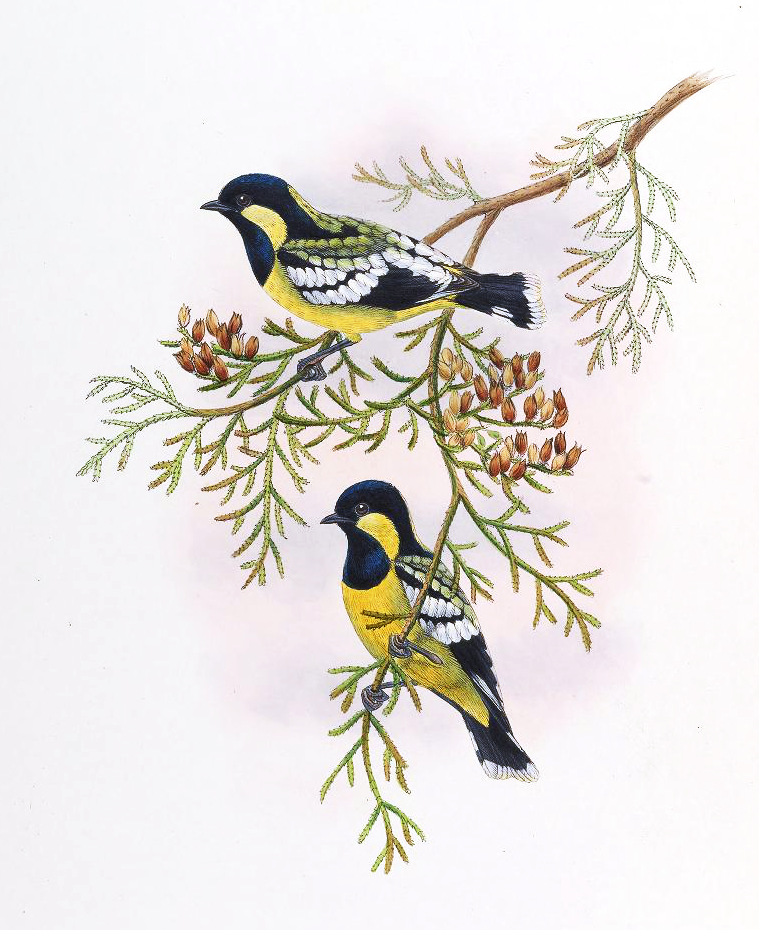
Плямисті синиці

- P. e. edithae McGregor, 1907 — острови Калаян[en] і Каміґуїн-Норте;
- P. e. montigenus Hachisuka, 1930 — північно-західний Лусон;
- P. e. gilliardi (Parkes, 1958) — півострів Батаан на заході Лусону;
- P. e. elegans (Lesson, R, 1831) — схід і південь Лусону, острови Панай, Міндоро і Катандуанес;
- P. e. visayanus Hachisuka, 1930 — острів Себу;
- P. e. albescens McGregor, 1907 — острови Тікао[en], Масбате, Гуймарас і Негрос;
- P. e. mindanensis Mearns, 1905 — острови Мінданао, Самар, Лейте;
- P. e. suluensis Mearns, 1916 — архіпелаг Сулу (за винятком острова Бонгао);
- P. e. bongaoensis (Parkes, 1958) — острів Бонґао[en].

## Поширення і екологія
Плямисті синиці поширені на більшості островів Філіппінського архіпелагу, за винятком Палавану і сусідніх островів, де мешкають палаванські синиці. Вони живуть у вологих рівнинних і гірських тропічних лісах. Зустрічаються парами або невеликими зграйками до 8 птахів, на висоті до 2480 м над рівнем моря. Живляться дрібними безхребетними, насінням і плодами.